# Stanley Weber
Stanley Weber (ur. 13 lipca 1986 r. w Paryżu) – francuski aktor filmowy i telewizyjny, także reżyser teatralny.

## Życiorys

### Wczesne lata
Urodził się w Paryżu jako syn aktora Jacques’a Webera i Christine. Dorastał z siostrą Kim i bratem Tommym. Dzieciństwo spędził na planie. W wieku 14 lat sam podjął decyzję, by wykonywać zawód swojego ojca w teatrze w Nicei.
W wieku 18 lat został studentem paryskiej szkoły teatralnej Cours Florent. Uczęszczał do Conservatoire national supérieur d'art dramatique (CNSAD). Po studiach spędził rok w Anglii, gdzie w latach 2009–2010 studiował aktorstwo w LAMDA (The London Academy of Music and Dramatic Art).

### Kariera
Aktor i reżyser teatralny. Debiutował na ekranie we francusko-belgijskim filmie telewizyjnym Francisa Hustera Prawda winowajcą (Le vrai coupable, 2007) u boku Jean-Pierre’a Cassela. W 2008 roku wystąpił z Isabelle Adjani w filmie Figaro reżyserowanym przez ojca. Rok później zagrał tytułową postać Ludwika XV w historycznym telefilmie Ludwik XV – zejście króla (Louis XV, le soleil noir, 2009), który został pozytywnie przyjęty przez prasę.

## Filmografia

### Filmy fabularne
- 2008: Dzień, który odmienił twoje życie (Le premier jour du reste de ta vie) jako Éric
- 2010: Lily
- 2012: Thérèse Desqueyroux jako Jean Azevedo
- 2013: Cheba Louisa jako Fred
- 2013: Not Another Happy Ending jako Tom Duval
- 2013: Trap for Cinderella jako Serge
- 2013: Violette jako młody murarz
- 2014: Spódnice w górę! (Sous les jupes des filles) jako James Gordon
- 2015: Sword of Vengeance jako Shadow Walker

### Filmy TV
- 2007: Le vrai coupable
- 2008: Figaro jako Chérubin
- 2008: La dame de Monsoreau jako kpt. Delmas
- 2009: Louis XV, le soleil noir jako Ludwik XV
- 2009: Juste un peu d'@mour jako Marc
- 2012: La banda Picasso jako George Braque
- 2014: La clinique du docteur Blanche jako Emile Blanche

### Seriale TV
- 2010: Any Human Heart jako Szwajcarski detektyw
- 2010: Poirot jako hrabia Andrenyi
- 2011-2013: Prawdziwa historia rodu Borgiów (Borgia) jako Juan Borgia
- 2012: The Hollow Crown jako Władcy Orleanu